# Tour d'Italie 2001
Le Tour d'Italie 2001 a débuté le samedi 19 mai 2001 par un prologue de 7,6 km dans la ville de Pescara dans les Abruzzes.
C'était la 84e édition du Giro depuis sa création en 1909. Elle a été remportée par l'Italien Gilberto Simoni.
Ce Tour d'Italie a fait étape en Slovénie, pour la troisième fois de son histoire.
L'épreuve a été marquée par une opération de police antidopage, dite le « blitz », qui sera suivie de plusieurs poursuites judiciaires. En protestation, les coureurs ont refusé de courir la 18e étape de ce Giro.

## Équipes
Un total de 19 équipes participent à cette édition du Tour d'Italie. 11 de ces équipes sont issues de la première division mondiale, les Groupes Sportifs 1, les huit dernières des Groupes Sportifs II. On retrouve treize équipes Italiennes, trois équipes espagnoles et une belges, une française et une allemande.
| Groupes sportifs I (11)- Fassa Bortolo - iBanesto.com - Kelme-Costa Blanca - Lampre-Daikin - Liquigas-Pata - Lotto-Adecco - Mercatone Uno-Stream TV - ONCE-Eroski - Saeco - Tacconi Sport-Vini Caldirola - Deutsche Telekom Groupes sportifs II (8)- Alessio - Alexia Alluminio - Bonjour - Cantina Tollo-Acqua & Sapone - Mobilvetta-Formaggi Trentini - Panaria-Fiordo - Selle Italia-Pacific - Colpack-Astro |
| |

## Étapes
| Étape     | Date    | Villes étapes                       | type                        | Distance (km) | Dénivelé (m) | Vainqueur d'étape          | Leader du classement général |
| --------- | ------- | ----------------------------------- | --------------------------- | ------------- | ------------ | -------------------------- | ---------------------------- |
| Prologue  | 19 mai  | Montesilvano – Pescara              | contre-la-montre individuel | 7,6           | 6 m          | Rik Verbrugghe             | Rik Verbrugghe               |
| 1re étape | 20 mai  | Giulianova – Francavilla al Mare    | étape de moyenne montagne   | 202           | 2 822 m      | Ellis Rastelli             | Rik Verbrugghe               |
| 2e étape  | 21 mai  | Fossacesia – Lucera                 | étape vallonnée             | 167           | 1 018 m      | Danilo Hondo               | Rik Verbrugghe               |
| 3e étape  | 22 mai  | Lucera – Potenza                    | étape de moyenne montagne   | 149           | 1 965 m      | Danilo Hondo               | Rik Verbrugghe               |
| 4e étape  | 23 mai  | Potenza – Montevergine              | étape de montagne           | 169           | 2 828 m      | Danilo Di Luca             | Dario Frigo                  |
| 5e étape  | 24 mai  | Avellino – Nettuno                  | étape de plaine             | 229           | 1 095 m      | Ivan Quaranta              | Dario Frigo                  |
| 6e étape  | 25 mai  | Nettuno – Rieti                     | étape de plaine             | 150           | 1 774 m      | Mario Cipollini            | Dario Frigo                  |
| 7e étape  | 26 mai  | Rieti – Montevarchi                 | étape vallonnée             | 239           | 2 338 m      | Stefano Zanini             | Dario Frigo                  |
| 8e étape  | 27 mai  | Montecatini Terme – Reggio d'Émilie | étape de montagne           | 185           | 4 026 m      | Pietro Caucchioli          | Dario Frigo                  |
| 9e étape  | 28 mai  | Reggio d'Émilie – Rovigo            | étape de plaine             | 142           | 153 m        | Mario Cipollini            | Dario Frigo                  |
| 10e étape | 29 mai  | Lido di Jesolo – Ljubljana          | étape vallonnée             | 212           | 1 400 m      | Denis Zanette              | Dario Frigo                  |
| 11e étape | 30 mai  | Bled – Gorizia                      | étape vallonnée             | 187           | 2 648 m      | Pablo Lastras              | Dario Frigo                  |
| 12e étape | 31 mai  | Gradisca d'Isonzo – Montebelluna    | étape de plaine             | 139           | 345 m        | Matteo Tosatto             | Dario Frigo                  |
| 13e étape | 1 juin  | Montebelluna – col Pordoi           | étape de montagne           | 225           | 5 906 m      | Julio Alberto Pérez Cuapio | Gilberto Simoni              |
| 14e étape | 2 juin  | Cavalese – Arco                     | étape de montagne           | 163           | 3 128 m      | Carlos Alberto Contreras   | Gilberto Simoni              |
| 15e étape | 3 juin  | Sirmione – Salò                     | contre-la-montre individuel | 55,5          | 540 m        | Dario Frigo                | Gilberto Simoni              |
| 16e étape | 4 juin  | Erbusco – Parme                     | étape de plaine             | 142           | 259 m        | Ivan Quaranta              | Gilberto Simoni              |
|           | 5 juin  | Jour de repos                       | Jour de repos               |               |              |                            |                              |
| 17e étape | 6 juin  | Sanremo – Sanremo                   | étape de montagne           | 119           | 2 447 m      | Pietro Caucchioli          | Gilberto Simoni              |
| 18e étape | 7 juin  | Imperia                             | étape de montagne           | 230           | 6 215 m      | annulé/abandonné           | Gilberto Simoni              |
| 19e étape | 8 juin  | Alba – Busto Arsizio                | étape de plaine             | 163           | 518 m        | Mario Cipollini            | Gilberto Simoni              |
| 20e étape | 9 juin  | Busto Arsizio – Arona               | étape de montagne           | 181           | 3 331 m      | Gilberto Simoni            | Gilberto Simoni              |
| 21e étape | 10 juin | Arona – Milan                       | étape de plaine             | 121           | 219 m        | Mario Cipollini            | Gilberto Simoni              |

## Classements finals

### Classement général final
| \| Classement général \| Classement général \| Classement général \| Classement général \| Classement général \| \| Coureur \| Coureur \| Pays \| Équipe \| Temps \| \| ------------------ \| ------------------------ \| ------------------ \| ---------------------------- \| ------------------ \| \| 1er \| Gilberto Simoni \| Italie \| Lampre-Daikin \| 89 h 02 min 58 s \| \| 2e \| Abraham Olano \| Espagne \| ONCE-Eroski \| + 7 min 31 s \| \| 3e \| Unai Osa \| Espagne \| iBanesto.com \| + 8 min 37 s \| \| 4e \| Serhiy Honchar \| Ukraine \| Liquigas-Pata \| + 9 min 25 s \| \| 5e \| José Azevedo \| Portugal \| ONCE-Eroski \| + 9 min 44 s \| \| 6e \| Andrea Noè \| Italie \| Mapei-Quick Step \| + 10 min 50 s \| \| 7e \| Ivan Gotti \| Italie \| Alessio \| + 10 min 54 s \| \| 8e \| Carlos Alberto Contreras \| Colombie \| Selle Italia-Pacific \| + 11 min 44 s \| \| 9e \| Pietro Caucchioli \| Italie \| Alessio \| + 13 min 33 s \| \| 10e \| Giuliano Figueras \| Italie \| Ceramica Panaria-Fiordo \| + 14 min 08 s \| \| 11e \| Marco Velo \| Italie \| Mercatone Uno-Stream TV \| + 14 min 34 s \| \| 12e \| Peter Luttenberger \| Autriche \| Tacconi Sport-Vini Caldirola \| + 15 min 36 s \| \| 13e \| Hernán Buenahora \| Colombie \| Selle Italia-Pacific \| + 16 min 22 s \| \| 14e \| Paolo Savoldelli \| Italie \| Saeco \| + 18 min 42 s \| \| 15e \| José Castelblanco \| Colombie \| Selle Italia-Pacific \| + 23 min 02 s \| \| 16e \| Marzio Bruseghin \| Italie \| iBanesto.com \| + 25 min 13 s \| \| 17e \| Mauro Zanetti \| Italie \| Alessio \| + 27 min 16 s \| \| 18e \| Marco Magnani \| Italie \| Alexia Alluminio \| + 33 min 04 s \| \| 19e \| Gianni Faresin \| Italie \| Liquigas-Pata \| + 33 min 14 s \| \| 20e \| Juan Manuel Gárate \| Espagne \| Lampre-Daikin \| + 33 min 24 s \| \| 21e \| Daniele De Paoli \| Italie \| Mercatone Uno-Stream TV \| + 33 min 55 s \| \| 22e \| Massimiliano Gentili \| Italie \| Cantina Tollo-Acqua & Sapone \| + 36 min 21 s \| \| 23e \| Matthias Kessler \| Allemagne \| Deutsche Telekom \| + 40 min 41 s \| \| 24e \| Danilo Di Luca \| Italie \| Cantina Tollo-Acqua & Sapone \| + 41 min 28 s \| \| 25e \| Alexandr Shefer \| Kazakhstan \| Alessio \| + 41 min 47 s \| |                          |            |                              |                  |
| |                          |            |                              |                  |
| |                          |            |                              |                  |
| Classement général |                          |            |                              |                  |
| Coureur | Coureur                  | Pays       | Équipe                       | Temps            |
| 1er | Gilberto Simoni          | Italie     | Lampre-Daikin                | 89 h 02 min 58 s |
| 2e | Abraham Olano            | Espagne    | ONCE-Eroski                  | + 7 min 31 s     |
| 3e | Unai Osa                 | Espagne    | iBanesto.com                 | + 8 min 37 s     |
| 4e | Serhiy Honchar           | Ukraine    | Liquigas-Pata                | + 9 min 25 s     |
| 5e | José Azevedo             | Portugal   | ONCE-Eroski                  | + 9 min 44 s     |
| 6e | Andrea Noè               | Italie     | Mapei-Quick Step             | + 10 min 50 s    |
| 7e | Ivan Gotti               | Italie     | Alessio                      | + 10 min 54 s    |
| 8e | Carlos Alberto Contreras | Colombie   | Selle Italia-Pacific         | + 11 min 44 s    |
| 9e | Pietro Caucchioli        | Italie     | Alessio                      | + 13 min 33 s    |
| 10e | Giuliano Figueras        | Italie     | Ceramica Panaria-Fiordo      | + 14 min 08 s    |
| 11e | Marco Velo               | Italie     | Mercatone Uno-Stream TV      | + 14 min 34 s    |
| 12e | Peter Luttenberger       | Autriche   | Tacconi Sport-Vini Caldirola | + 15 min 36 s    |
| 13e | Hernán Buenahora         | Colombie   | Selle Italia-Pacific         | + 16 min 22 s    |
| 14e | Paolo Savoldelli         | Italie     | Saeco                        | + 18 min 42 s    |
| 15e | José Castelblanco        | Colombie   | Selle Italia-Pacific         | + 23 min 02 s    |
| 16e | Marzio Bruseghin         | Italie     | iBanesto.com                 | + 25 min 13 s    |
| 17e | Mauro Zanetti            | Italie     | Alessio                      | + 27 min 16 s    |
| 18e | Marco Magnani            | Italie     | Alexia Alluminio             | + 33 min 04 s    |
| 19e | Gianni Faresin           | Italie     | Liquigas-Pata                | + 33 min 14 s    |
| 20e | Juan Manuel Gárate       | Espagne    | Lampre-Daikin                | + 33 min 24 s    |
| 21e | Daniele De Paoli         | Italie     | Mercatone Uno-Stream TV      | + 33 min 55 s    |
| 22e | Massimiliano Gentili     | Italie     | Cantina Tollo-Acqua & Sapone | + 36 min 21 s    |
| 23e | Matthias Kessler         | Allemagne  | Deutsche Telekom             | + 40 min 41 s    |
| 24e | Danilo Di Luca           | Italie     | Cantina Tollo-Acqua & Sapone | + 41 min 28 s    |
| 25e | Alexandr Shefer          | Kazakhstan | Alessio                      | + 41 min 47 s    |

### Classements annexes finals
| Classement par points | Classement par points | Classement par points | Classement par points        | Classement par points |
| Coureur               | Coureur               | Pays                  | Équipe                       | Points                |
| --------------------- | --------------------- | --------------------- | ---------------------------- | --------------------- |
| 1er                   | Massimo Strazzer      | Italie                | Mobilvetta-Formaggi Trentini | 177 pts               |
| 2e                    | Danilo Hondo          | Allemagne             | Deutsche Telekom             | 158 pts               |
| 3e                    | Mario Cipollini       | Italie                | Saeco                        | 136 pts               |
| 4e                    | Gilberto Simoni       | Italie                | Lampre-Daikin                | 129 pts               |
| 5e                    | Ivan Quaranta         | Italie                | Alexia Alluminio             | 105 pts               |
| 6e                    | Marco Zanotti         | Italie                | Liquigas-Pata                | 85 pts                |
| 7e                    | Andrej Hauptman       | Slovénie              | Tacconi Sport-Vini Caldirola | 78 pts                |
| 8e                    | Unai Osa              | Espagne               | iBanesto.com                 | 75 pts                |
| 9e                    | Abraham Olano         | Espagne               | ONCE-Eroski                  | 73 pts                |
| 10e                   | Giuliano Figueras     | Italie                | Ceramica Panaria-Fiordo      | 73 pts                |

| Classement par points | Classement par points | Classement par points | Classement par points        | Classement par points |
| Coureur               | Coureur               | Pays                  | Équipe                       | Points                |
| --------------------- | --------------------- | --------------------- | ---------------------------- | --------------------- |
| 1er                   | Massimo Strazzer      | Italie                | Mobilvetta-Formaggi Trentini | 177 pts               |
| 2e                    | Danilo Hondo          | Allemagne             | Deutsche Telekom             | 158 pts               |
| 3e                    | Mario Cipollini       | Italie                | Saeco                        | 136 pts               |
| 4e                    | Gilberto Simoni       | Italie                | Lampre-Daikin                | 129 pts               |
| 5e                    | Ivan Quaranta         | Italie                | Alexia Alluminio             | 105 pts               |
| 6e                    | Marco Zanotti         | Italie                | Liquigas-Pata                | 85 pts                |
| 7e                    | Andrej Hauptman       | Slovénie              | Tacconi Sport-Vini Caldirola | 78 pts                |
| 8e                    | Unai Osa              | Espagne               | iBanesto.com                 | 75 pts                |
| 9e                    | Abraham Olano         | Espagne               | ONCE-Eroski                  | 73 pts                |
| 10e                   | Giuliano Figueras     | Italie                | Ceramica Panaria-Fiordo      | 73 pts                |

| Classement de la montagne | Classement de la montagne  | Classement de la montagne | Classement de la montagne    | Classement de la montagne |
| Coureur                   | Coureur                    | Pays                      | Équipe                       | Points                    |
| ------------------------- | -------------------------- | ------------------------- | ---------------------------- | ------------------------- |
| 1er                       | Freddy González            | Colombie                  | Selle Italia-Pacific         | 73 pts                    |
| 2e                        | Gilberto Simoni            | Italie                    | Lampre-Daikin                | 42 pts                    |
| 3e                        | Fortunato Baliani          | Italie                    | Selle Italia-Pacific         | 33 pts                    |
| 4e                        | Pietro Caucchioli          | Italie                    | Alessio                      | 32 pts                    |
| 5e                        | Julio Alberto Pérez Cuapio | Mexique                   | Ceramica Panaria-Fiordo      | 28 pts                    |
| 6e                        | Danilo Di Luca             | Italie                    | Cantina Tollo-Acqua & Sapone | 21 pts                    |
| 7e                        | Unai Osa                   | Espagne                   | iBanesto.com                 | 16 pts                    |
| 8e                        | Carlos Alberto Contreras   | Colombie                  | Selle Italia-Pacific         | 14 pts                    |
| 9e                        | Hernán Buenahora           | Colombie                  | Selle Italia-Pacific         | 14 pts                    |
| 10e                       | Marzio Bruseghin           | Italie                    | iBanesto.com                 | 10 pts                    |

| Classement de la montagne | Classement de la montagne  | Classement de la montagne | Classement de la montagne    | Classement de la montagne |
| Coureur                   | Coureur                    | Pays                      | Équipe                       | Points                    |
| ------------------------- | -------------------------- | ------------------------- | ---------------------------- | ------------------------- |
| 1er                       | Freddy González            | Colombie                  | Selle Italia-Pacific         | 73 pts                    |
| 2e                        | Gilberto Simoni            | Italie                    | Lampre-Daikin                | 42 pts                    |
| 3e                        | Fortunato Baliani          | Italie                    | Selle Italia-Pacific         | 33 pts                    |
| 4e                        | Pietro Caucchioli          | Italie                    | Alessio                      | 32 pts                    |
| 5e                        | Julio Alberto Pérez Cuapio | Mexique                   | Ceramica Panaria-Fiordo      | 28 pts                    |
| 6e                        | Danilo Di Luca             | Italie                    | Cantina Tollo-Acqua & Sapone | 21 pts                    |
| 7e                        | Unai Osa                   | Espagne                   | iBanesto.com                 | 16 pts                    |
| 8e                        | Carlos Alberto Contreras   | Colombie                  | Selle Italia-Pacific         | 14 pts                    |
| 9e                        | Hernán Buenahora           | Colombie                  | Selle Italia-Pacific         | 14 pts                    |
| 10e                       | Marzio Bruseghin           | Italie                    | iBanesto.com                 | 10 pts                    |

| Classement par équipes | Classement par équipes       | Classement par équipes | Classement par équipes |
| Équipe                 | Équipe                       | Pays                   | Temps                  |
| ---------------------- | ---------------------------- | ---------------------- | ---------------------- |
| 1re                    | Alessio                      | Italie                 | 267 h 13 min 45 s      |
| 2e                     | iBanesto.com                 | Espagne                | + 9 min 51 s           |
| 3e                     | Selle Italia-Pacific         | Colombie               | + 13 min 42 s          |
| 4e                     | ONCE-Eroski                  | Espagne                | + 18 min 25 s          |
| 5e                     | Lampre-Daikin                | Italie                 | + 39 min 26 s          |
| 6e                     | Fassa Bortolo                | Italie                 | + 41 min 03 s          |
| 7e                     | Mercatone Uno-Stream TV      | Italie                 | + 46 min 03 s          |
| 8e                     | Liquigas-Pata                | Italie                 | + 57 min 09 s          |
| 9e                     | Tacconi Sport-Vini Caldirola | Italie                 | + 59 min 07 s          |
| 10e                    | Saeco                        | Italie                 | + 1 h 19 min 58 s      |

| Classement par équipes | Classement par équipes       | Classement par équipes | Classement par équipes |
| Équipe                 | Équipe                       | Pays                   | Temps                  |
| ---------------------- | ---------------------------- | ---------------------- | ---------------------- |
| 1re                    | Alessio                      | Italie                 | 267 h 13 min 45 s      |
| 2e                     | iBanesto.com                 | Espagne                | + 9 min 51 s           |
| 3e                     | Selle Italia-Pacific         | Colombie               | + 13 min 42 s          |
| 4e                     | ONCE-Eroski                  | Espagne                | + 18 min 25 s          |
| 5e                     | Lampre-Daikin                | Italie                 | + 39 min 26 s          |
| 6e                     | Fassa Bortolo                | Italie                 | + 41 min 03 s          |
| 7e                     | Mercatone Uno-Stream TV      | Italie                 | + 46 min 03 s          |
| 8e                     | Liquigas-Pata                | Italie                 | + 57 min 09 s          |
| 9e                     | Tacconi Sport-Vini Caldirola | Italie                 | + 59 min 07 s          |
| 10e                    | Saeco                        | Italie                 | + 1 h 19 min 58 s      |

| Classement Intergiro | Classement Intergiro | Classement Intergiro | Classement Intergiro         | Classement Intergiro |
|                      | Coureur              | Pays                 | Équipe                       | Temps                |
| -------------------- | -------------------- | -------------------- | ---------------------------- | -------------------- |
| 1er                  | Massimo Strazzer     | Italie               | Mobilvetta-Formaggi Trentini | en 51 h 27 min 14 s  |
| 2e                   | Stefano Zanini       | Italie               | Mapei–Quick-Step             | + 2 min 49 s         |
| 3e                   | Moreno Di Biase      | Italie               | Mobilvetta–Formaggi Trentini | + 2 min 49 s         |
| 4e                   | Abraham Olano        | Espagne              | ONCE–Eroski                  | + 3 min 15 s         |
| 5e                   | Mariano Piccoli      | Italie               | Lampre–Daikin                | + 3 min 21 s         |
| 6e                   | Gilberto Simoni      | Italie               | Lampre–Daikin                | + 3 min 26 s         |
| 7e                   | Fortunato Baliani    | Italie               | Selle Italia–Pacific         | + 3 min 31 s         |
| 8e                   | Ivan Quaranta        | Italie               | Alexia Alluminio             | + 3 min 49 s         |
| 9e                   | Danilo Hondo         | Allemagne            | Deutsche Telekom             | + 3 min 49 s         |
| 10e                  | Pietro Caucchioli    | Italie               | Alessio                      | + 3 min 51 s         |
| modifier             |                      |                      |                              |                      |

## Évolution des classements
Les cyclistes présents dans le tableau ci-dessous correspondent aux leaders des classements. Ils peuvent ne pas correspondre au porteur du maillot.
| Étape              | Vainqueur                  | Classement général | Classement par point | Classement de la montagne | Classement par équipes |
| ------------------ | -------------------------- | ------------------ | -------------------- | ------------------------- | ---------------------- |
| Prologue           | Rik Verbrugghe             | Rik Verbrugghe     | non attribué         | non attribué              | ONCE                   |
| 1re étape          | Ellis Rastelli             | Rik Verbrugghe     | Ellis Rastelli       | Domenico Gualdi           | Lampre                 |
| 2e étape           | Danilo Hondo               | Rik Verbrugghe     | Gabriele Colombo     | Domenico Gualdi           | Lampre                 |
| 3e étape           | Danilo Hondo               | Rik Verbrugghe     | Danilo Hondo         | Domenico Gualdi           | Lampre                 |
| 4e étape           | Danilo Di Luca             | Dario Frigo        | Danilo Hondo         | Danilo Di Luca            | ONCE                   |
| 5e étape           | Ivan Quaranta              | Dario Frigo        | Danilo Hondo         | Danilo Di Luca            | ONCE                   |
| 6e étape           | Mario Cipollini            | Dario Frigo        | Danilo Hondo         | Danilo Di Luca            | ONCE                   |
| 7e étape           | Stefano Zanini             | Dario Frigo        | Danilo Hondo         | Danilo Di Luca            | ONCE                   |
| 8e étape           | Pietro Caucchioli          | Dario Frigo        | Danilo Hondo         | Freddy González           | ONCE                   |
| 9e étape           | Mario Cipollini            | Dario Frigo        | Danilo Hondo         | Freddy González           | ONCE                   |
| 10e étape          | Denis Zanette              | Dario Frigo        | Danilo Hondo         | Freddy González           | ONCE                   |
| 11e étape          | Pablo Lastras              | Dario Frigo        | Danilo Hondo         | Freddy González           | Banesto                |
| 12e étape          | Matteo Tosatto             | Dario Frigo        | Massimo Strazzer     | Freddy González           | Banesto                |
| 13e étape          | Julio Alberto Pérez Cuapio | Gilberto Simoni    | Massimo Strazzer     | Freddy González           | Banesto                |
| 14e étape          | Carlos Contreras           | Gilberto Simoni    | Massimo Strazzer     | Freddy González           | Selle Italia           |
| 15e étape          | Dario Frigo                | Gilberto Simoni    | Massimo Strazzer     | Freddy González           | Alessio                |
| 16e étape          | Ivan Quaranta              | Gilberto Simoni    | Massimo Strazzer     | Freddy González           | Alessio                |
| 17e étape          | Pietro Caucchioli          | Gilberto Simoni    | Massimo Strazzer     | Freddy González           | Alessio                |
| 18e étape          | Etape annulée              | Gilberto Simoni    | Massimo Strazzer     | Freddy González           | Alessio                |
| 19e étape          | Mario Cipollini            | Gilberto Simoni    | Massimo Strazzer     | Freddy González           | Alessio                |
| 20e étape          | Gilberto Simoni            | Gilberto Simoni    | Massimo Strazzer     | Freddy González           | Alessio                |
| 21e étape          | Mario Cipollini            | Gilberto Simoni    | Massimo Strazzer     | Freddy González           | Alessio                |
| Classements finals | Classements finals         | Gilberto Simoni    | Massimo Strazzer     | Freddy González           | Alessio                |

## Liste des coureurs
| Mapei-Quick Step MAP | Mapei-Quick Step MAP    | Mapei-Quick Step MAP |
| -------------------- | ----------------------- | -------------------- |
| Num                  | Coureur                 | Pos                  |
| 1                    | Stefano Garzelli (ITA)  | NP-14                |
| 2                    | Rinaldo Nocentini (ITA) | 66e                  |
| 3                    | Manuel Beltrán (ESP)    | NP-14                |
| 4                    | Davide Bramati (ITA)    | 92e                  |
| 5                    | Luca Scinto (ITA)       | 109e                 |
| 6                    | Paolo Fornaciari (ITA)  | 112e                 |
| 7                    | Paolo Lanfranchi (ITA)  | 41e                  |
| 8                    | Andrea Noè (ITA)        | 6e                   |
| 9                    | Stefano Zanini (ITA)    | 93e                  |

| Alessio ALS | Alessio ALS              | Alessio ALS |
| ----------- | ------------------------ | ----------- |
| Num         | Coureur                  | Pos         |
| 11          | Stefano Casagranda (ITA) | 108e        |
| 12          | Davide Casarotto (ITA)   | 96e         |
| 13          | Pietro Caucchioli (ITA)  | 9e          |
| 14          | Ivan Gotti (ITA)         | 7e          |
| 15          | Martin Hvastija (SLO)    | 105e        |
| 16          | Ruslan Ivanov (MDA)      | 39e         |
| 17          | Endrio Leoni (ITA)       | NP-17       |
| 18          | Alexandr Shefer (KAZ)    | 25e         |
| 19          | Mauro Zanetti (ITA)      | 17e         |

| Alexia Alluminio ALA | Alexia Alluminio ALA  | Alexia Alluminio ALA |
| -------------------- | --------------------- | -------------------- |
| Num                  | Coureur               | Pos                  |
| 21                   | Dario Andriotto (ITA) | 130e                 |
| 22                   | Andrea Brognara (ITA) | 131e                 |
| 23                   | Pascal Hervé (FRA)    | NP-17                |
| 24                   | Marco Magnani (ITA)   | 18e                  |
| 25                   | Gianluca Valoti (ITA) | 51e                  |
| 26                   | Mario Manzoni (ITA)   | 116e                 |
| 27                   | Ivan Quaranta (ITA)   | 129e                 |
| 28                   | Eddy Serri (ITA)      | 134e                 |
| 29                   | Marco Villa (ITA)     | 133e                 |

| Bonjour BJR | Bonjour BJR                | Bonjour BJR |
| ----------- | -------------------------- | ----------- |
| Num         | Coureur                    | Pos         |
| 31          | Jean-Cyril Robin (FRA)     | AB-14       |
| 32          | Franck Bouyer (FRA)        | AB-13       |
| 33          | Pascal Deramé (FRA)        | AB-20       |
| 34          | Thomas Voeckler (FRA)      | 135e        |
| 35          | Noan Lelarge (FRA)         | AB-10       |
| 36          | Frédéric Mainguenaud (FRA) | AB-20       |
| 37          | Damien Nazon (FRA)         | NP-8        |
| 38          | Mickaël Pichon (FRA)       | AB-9        |
| 39          | Fabrice Salanson (FRA)     | AB-8        |

| Cantina Tollo-Acqua & Sapone CTA | Cantina Tollo-Acqua & Sapone CTA | Cantina Tollo-Acqua & Sapone CTA |
| -------------------------------- | -------------------------------- | -------------------------------- |
| Num                              | Coureur                          | Pos                              |
| 41                               | Danilo Di Luca (ITA)             | 24e                              |
| 42                               | Gabriele Colombo (ITA)           | 65e                              |
| 43                               | Roberto Conti (ITA)              | 55e                              |
| 44                               | Massimiliano Gentili (ITA)       | 22e                              |
| 45                               | Filippo Simeoni (ITA)            | AB-7                             |
| 46                               | Alessandro Spezialetti (ITA)     | 64e                              |
| 47                               | Guido Trenti (ITA)               | 124e                             |
| 48                               | Sergueï Yakovlev (KAZ)           | 53e                              |
| 49                               | Cristian Pepoli (ITA)            | 103e                             |

| Ceramica Panaria-Fiordo PAN | Ceramica Panaria-Fiordo PAN      | Ceramica Panaria-Fiordo PAN |
| --------------------------- | -------------------------------- | --------------------------- |
| Num                         | Coureur                          | Pos                         |
| 51                          | Giuliano Figueras (ITA)          | 10e                         |
| 52                          | Nathan O'Neill (AUS)             | NP-6                        |
| 53                          | Vladimir Duma (UKR)              | 36e                         |
| 54                          | Michele Coppolillo (ITA)         | 136e                        |
| 55                          | Enrico Degano (ITA)              | AB-11                       |
| 56                          | Julio Alberto Pérez Cuapio (MEX) | 45e                         |
| 57                          | Domenico Romano (ITA)            | 125e                        |
| 58                          | Antonio Varriale (ITA)           | 86e                         |
| 59                          | Tom Leaper (AUS)                 | AB-8                        |

| Fassa Bortolo FAS | Fassa Bortolo FAS          | Fassa Bortolo FAS |
| ----------------- | -------------------------- | ----------------- |
| Num               | Coureur                    | Pos               |
| 61                | Fabio Baldato (ITA)        | 79e               |
| 62                | Wladimir Belli (ITA)       | NP-15             |
| 63                | Francesco Casagrande (ITA) | NP-2              |
| 64                | Dario Frigo (ITA)          | NP-20             |
| 65                | Dimitri Konyshev (RUS)     | 75e               |
| 66                | Andrea Peron (ITA)         | 43e               |
| 67                | Roberto Petito (ITA)       | 100e              |
| 68                | Matteo Tosatto (ITA)       | 50e               |
| 69                | Tadej Valjavec (SLO)       | 30e               |

| iBanesto.com BAN | iBanesto.com BAN        | iBanesto.com BAN |
| ---------------- | ----------------------- | ---------------- |
| Num              | Coureur                 | Pos              |
| 71               | José Luis Arrieta (ESP) | 29e              |
| 72               | Marzio Bruseghin (ITA)  | 16e              |
| 73               | Pablo Lastras (ESP)     | 49e              |
| 74               | David Navas (ESP)       | 88e              |
| 75               | David Latasa (ESP)      | 35e              |
| 76               | Jon Odriozola (ESP)     | 59e              |
| 77               | Unai Osa (ESP)          | 3e               |
| 78               | Leonardo Piepoli (ITA)  | NP-6             |
| 79               | César Solaun (ESP)      | 28e              |

| Kelme-Costa Blanca KEL | Kelme-Costa Blanca KEL           | Kelme-Costa Blanca KEL |
| ---------------------- | -------------------------------- | ---------------------- |
| Num                    | Coureur                          | Pos                    |
| 81                     | Laurent Desbiens (FRA)           | 102e                   |
| 82                     | Juan Miguel Cuenca (ESP)         | AB-4                   |
| 83                     | Alexis Rodríguez Hernández (ESP) | 69e                    |
| 84                     | Francisco León Mane (ESP)        | 31e                    |
| 85                     | Gustavo Otero (ESP)              | NP-6                   |
| 86                     | Joaquín López (ESP)              | 57e                    |
| 87                     | Jesús Manzano (ESP)              | AB-6                   |
| 88                     | Carlos García Quesada (ESP)      | AB-6                   |
| 89                     | Juan José de los Ángeles (ESP)   | AB-3                   |

| Lampre-Daikin LAM | Lampre-Daikin LAM         | Lampre-Daikin LAM |
| ----------------- | ------------------------- | ----------------- |
| Num               | Coureur                   | Pos               |
| 91                | Gilberto Simoni (ITA)     | 1er               |
| 92                | Oscar Camenzind (SUI)     | 27e               |
| 93                | Massimo Codol (ITA)       | 37e               |
| 94                | Sergio Barbero (ITA)      | NP-12             |
| 95                | Mariano Piccoli (ITA)     | 87e               |
| 96                | Simone Bertoletti (ITA)   | 82e               |
| 97                | Juan Manuel Gárate (ESP)  | 20e               |
| 98                | Maximilian Sciandri (GBR) | 58e               |
| 99                | Gabriele Missaglia (ITA)  | 60e               |

| Liquigas-Pata ___ | Liquigas-Pata ___     | Liquigas-Pata ___ |
| ----------------- | --------------------- | ----------------- |
| Num               | Coureur               | Pos               |
| 101               | Davide Rebellin (ITA) | NP-14             |
| 102               | Serhiy Honchar (UKR)  | 4e                |
| 103               | Marco Zanotti (ITA)   | 117e              |
| 104               | Denis Zanette (ITA)   | 101e              |
| 105               | Gorazd Štangelj (SLO) | 72e               |
| 106               | Stefano Cattai (ITA)  | 67e               |
| 107               | Ellis Rastelli (ITA)  | 85e               |
| 108               | Gianni Faresin (ITA)  | 19e               |
| 109               | Mirko Marini (ITA)    | 113e              |

| Lotto-Adecco ___ | Lotto-Adecco ___        | Lotto-Adecco ___ |
| ---------------- | ----------------------- | ---------------- |
| Num              | Coureur                 | Pos              |
| 111              | Mario Aerts (BEL)       | 63e              |
| 112              | Christophe Brandt (BEL) | 42e              |
| 113              | Jeroen Blijlevens (NED) | 99e              |
| 114              | Hans De Clercq (BEL)    | 126e             |
| 115              | Glenn D'Hollander (BEL) | AB-8             |
| 116              | Niko Eeckhout (BEL)     | AB-8             |
| 117              | Kurt Van Lancker (BEL)  | 78e              |
| 118              | Rik Verbrugghe (BEL)    | NP-19            |
| 119              | Ief Verbrugghe (BEL)    | 122e             |

| Mercatone Uno-Stream TV ___ | Mercatone Uno-Stream TV ___ | Mercatone Uno-Stream TV ___ |
| --------------------------- | --------------------------- | --------------------------- |
| Num                         | Coureur                     | Pos                         |
| 121                         | Marco Pantani (ITA)         | NP-19                       |
| 122                         | Daniel Clavero (ESP)        | 26e                         |
| 123                         | Ermanno Brignoli (ITA)      | 97e                         |
| 124                         | Marco Velo (ITA)            | 11e                         |
| 125                         | Marcello Siboni (ITA)       | 84e                         |
| 126                         | Gianpaolo Mondini (ITA)     | 74e                         |
| 127                         | Daniele De Paoli (ITA)      | 21e                         |
| 128                         | Riccardo Forconi (ITA)      | NP-17                       |
| 129                         | Simone Borgheresi (ITA)     | 95e                         |

| Mobilvetta-Formaggi Trentini ___ | Mobilvetta-Formaggi Trentini ___ | Mobilvetta-Formaggi Trentini ___ |
| -------------------------------- | -------------------------------- | -------------------------------- |
| Num                              | Coureur                          | Pos                              |
| 131                              | Alberto Ongarato (ITA)           | 115e                             |
| 132                              | Massimo Strazzer (ITA)           | 94e                              |
| 133                              | Moreno Di Biase (ITA)            | 118e                             |
| 134                              | Uroš Murn (SLO)                  | 81e                              |
| 135                              | Michele Gobbi (ITA)              | 128e                             |
| 136                              | Devis Miorin (ITA)               | 123e                             |
| 137                              | Timothy David Jones (ZIM)        | 73e                              |
| 138                              | José Jaime González (COL)        | AB-8                             |
| 139                              | Domenico Gualdi (ITA)            | 132e                             |

| ONCE-Eroski ONC | ONCE-Eroski ONC                   | ONCE-Eroski ONC |
| --------------- | --------------------------------- | --------------- |
| Num             | Coureur                           | Pos             |
| 141             | Abraham Olano (ESP)               | 2e              |
| 142             | René Andrle (CZE)                 | 62e             |
| 143             | José Azevedo (POR)                | 5e              |
| 144             | Francisco Tomás García (ESP)      | AB-13           |
| 145             | Álvaro González de Galdeano (ESP) | 70e             |
| 146             | Jan Hruška (CZE)                  | 47e             |
| 147             | Isidro Nozal (ESP)                | 68e             |
| 148             | Miguel Ángel Peña (ESP)           | AB-8            |
| 149             | Joaquim Rodríguez (ESP)           | 80e             |

| Saeco SAE | Saeco SAE                 | Saeco SAE |
| --------- | ------------------------- | --------- |
| Num       | Coureur                   | Pos       |
| 151       | Mario Cipollini (ITA)     | 107e      |
| 152       | Biagio Conte (ITA)        | 127e      |
| 153       | Laurent Dufaux (SUI)      | 40e       |
| 154       | Massimiliano Mori (ITA)   | 119e      |
| 155       | Pavel Padrnos (CZE)       | 38e       |
| 156       | Fabio Sacchi (ITA)        | AB-20     |
| 157       | Paolo Savoldelli (ITA)    | 14e       |
| 158       | Mario Scirea (ITA)        | 121e      |
| 159       | Francesco Secchiari (ITA) | 48e       |

| Selle Italia-Pacific SEL | Selle Italia-Pacific SEL       | Selle Italia-Pacific SEL |
| ------------------------ | ------------------------------ | ------------------------ |
| Num                      | Coureur                        | Pos                      |
| 161                      | Hernán Buenahora (COL)         | 13e                      |
| 162                      | José Castelblanco (COL)        | 15e                      |
| 163                      | Carlos Alberto Contreras (COL) | 8e                       |
| 164                      | Freddy González (COL)          | 46e                      |
| 165                      | Ruber Marín (COL)              | 110e                     |
| 166                      | Fortunato Baliani (ITA)        | 32e                      |
| 167                      | Leonardo Scarselli (ITA)       | 120e                     |
| 168                      | Gianluca Tonetti (ITA)         | AB-8                     |
| 169                      | Jhon Freddy García (COL)       | AB-8                     |

| Tacconi Sport-Vini Caldirola ___ | Tacconi Sport-Vini Caldirola ___ | Tacconi Sport-Vini Caldirola ___ |
| -------------------------------- | -------------------------------- | -------------------------------- |
| Num                              | Coureur                          | Pos                              |
| 171                              | Giuseppe Di Grande (ITA)         | NP-20                            |
| 172                              | Peter Luttenberger (AUT)         | 12e                              |
| 173                              | Paolo Bossoni (ITA)              | 104e                             |
| 174                              | Ruggero Borghi (ITA)             | 34e                              |
| 175                              | Diego Ferrari (ITA)              | 106e                             |
| 176                              | Mauro Gerosa (ITA)               | 77e                              |
| 177                              | Nicola Miceli (ITA)              | AB-4                             |
| 178                              | Zoran Klemenčič (SLO)            | AB-13                            |
| 179                              | Andrej Hauptman (SLO)            | 56e                              |

| Colpack-Astro CPK | Colpack-Astro CPK           | Colpack-Astro CPK |
| ----------------- | --------------------------- | ----------------- |
| Num               | Coureur                     | Pos               |
| 181               | Fabio Bulgarelli (ITA)      | 71e               |
| 182               | Matteo Carrara (ITA)        | 111e              |
| 183               | Michele Colleoni (ITA)      | 76e               |
| 184               | Alessandro Cortinovis (ITA) | 90e               |
| 185               | Gianni Gobbini (ITA)        | NP-7              |
| 186               | Denis Lunghi (ITA)          | 61e               |
| 187               | Rafael Mateos (ESP)         | AB-7              |
| 188               | Renzo Mazzoleni (ITA)       | 83e               |
| 189               | Hidenori Nodera (JPN)       | AB-13             |

| Deutsche Telekom TEL | Deutsche Telekom TEL      | Deutsche Telekom TEL |
| -------------------- | ------------------------- | -------------------- |
| Num                  | Coureur                   | Pos                  |
| 191                  | Jan Ullrich (GER)         | 52e                  |
| 192                  | Alberto Elli (ITA)        | 54e                  |
| 193                  | Giuseppe Guerini (ITA)    | 44e                  |
| 194                  | Kai Hundertmarck (GER)    | 98e                  |
| 195                  | Danilo Hondo (GER)        | 91e                  |
| 196                  | Matthias Kessler (GER)    | 23e                  |
| 197                  | Kevin Livingston (USA)    | 114e                 |
| 198                  | Giovanni Lombardi (ITA)   | 89e                  |
| 199                  | Roberto Sgambelluri (ITA) | 33e                  |

| Mapei-Quick Step MAP | Mapei-Quick Step MAP    | Mapei-Quick Step MAP |
| -------------------- | ----------------------- | -------------------- |
| Num                  | Coureur                 | Pos                  |
| 1                    | Stefano Garzelli (ITA)  | NP-14                |
| 2                    | Rinaldo Nocentini (ITA) | 66e                  |
| 3                    | Manuel Beltrán (ESP)    | NP-14                |
| 4                    | Davide Bramati (ITA)    | 92e                  |
| 5                    | Luca Scinto (ITA)       | 109e                 |
| 6                    | Paolo Fornaciari (ITA)  | 112e                 |
| 7                    | Paolo Lanfranchi (ITA)  | 41e                  |
| 8                    | Andrea Noè (ITA)        | 6e                   |
| 9                    | Stefano Zanini (ITA)    | 93e                  |

| Alessio ALS | Alessio ALS              | Alessio ALS |
| ----------- | ------------------------ | ----------- |
| Num         | Coureur                  | Pos         |
| 11          | Stefano Casagranda (ITA) | 108e        |
| 12          | Davide Casarotto (ITA)   | 96e         |
| 13          | Pietro Caucchioli (ITA)  | 9e          |
| 14          | Ivan Gotti (ITA)         | 7e          |
| 15          | Martin Hvastija (SLO)    | 105e        |
| 16          | Ruslan Ivanov (MDA)      | 39e         |
| 17          | Endrio Leoni (ITA)       | NP-17       |
| 18          | Alexandr Shefer (KAZ)    | 25e         |
| 19          | Mauro Zanetti (ITA)      | 17e         |

| Alexia Alluminio ALA | Alexia Alluminio ALA  | Alexia Alluminio ALA |
| -------------------- | --------------------- | -------------------- |
| Num                  | Coureur               | Pos                  |
| 21                   | Dario Andriotto (ITA) | 130e                 |
| 22                   | Andrea Brognara (ITA) | 131e                 |
| 23                   | Pascal Hervé (FRA)    | NP-17                |
| 24                   | Marco Magnani (ITA)   | 18e                  |
| 25                   | Gianluca Valoti (ITA) | 51e                  |
| 26                   | Mario Manzoni (ITA)   | 116e                 |
| 27                   | Ivan Quaranta (ITA)   | 129e                 |
| 28                   | Eddy Serri (ITA)      | 134e                 |
| 29                   | Marco Villa (ITA)     | 133e                 |

| Bonjour BJR | Bonjour BJR                | Bonjour BJR |
| ----------- | -------------------------- | ----------- |
| Num         | Coureur                    | Pos         |
| 31          | Jean-Cyril Robin (FRA)     | AB-14       |
| 32          | Franck Bouyer (FRA)        | AB-13       |
| 33          | Pascal Deramé (FRA)        | AB-20       |
| 34          | Thomas Voeckler (FRA)      | 135e        |
| 35          | Noan Lelarge (FRA)         | AB-10       |
| 36          | Frédéric Mainguenaud (FRA) | AB-20       |
| 37          | Damien Nazon (FRA)         | NP-8        |
| 38          | Mickaël Pichon (FRA)       | AB-9        |
| 39          | Fabrice Salanson (FRA)     | AB-8        |

| Cantina Tollo-Acqua & Sapone CTA | Cantina Tollo-Acqua & Sapone CTA | Cantina Tollo-Acqua & Sapone CTA |
| -------------------------------- | -------------------------------- | -------------------------------- |
| Num                              | Coureur                          | Pos                              |
| 41                               | Danilo Di Luca (ITA)             | 24e                              |
| 42                               | Gabriele Colombo (ITA)           | 65e                              |
| 43                               | Roberto Conti (ITA)              | 55e                              |
| 44                               | Massimiliano Gentili (ITA)       | 22e                              |
| 45                               | Filippo Simeoni (ITA)            | AB-7                             |
| 46                               | Alessandro Spezialetti (ITA)     | 64e                              |
| 47                               | Guido Trenti (ITA)               | 124e                             |
| 48                               | Sergueï Yakovlev (KAZ)           | 53e                              |
| 49                               | Cristian Pepoli (ITA)            | 103e                             |

| Ceramica Panaria-Fiordo PAN | Ceramica Panaria-Fiordo PAN      | Ceramica Panaria-Fiordo PAN |
| --------------------------- | -------------------------------- | --------------------------- |
| Num                         | Coureur                          | Pos                         |
| 51                          | Giuliano Figueras (ITA)          | 10e                         |
| 52                          | Nathan O'Neill (AUS)             | NP-6                        |
| 53                          | Vladimir Duma (UKR)              | 36e                         |
| 54                          | Michele Coppolillo (ITA)         | 136e                        |
| 55                          | Enrico Degano (ITA)              | AB-11                       |
| 56                          | Julio Alberto Pérez Cuapio (MEX) | 45e                         |
| 57                          | Domenico Romano (ITA)            | 125e                        |
| 58                          | Antonio Varriale (ITA)           | 86e                         |
| 59                          | Tom Leaper (AUS)                 | AB-8                        |

| Fassa Bortolo FAS | Fassa Bortolo FAS          | Fassa Bortolo FAS |
| ----------------- | -------------------------- | ----------------- |
| Num               | Coureur                    | Pos               |
| 61                | Fabio Baldato (ITA)        | 79e               |
| 62                | Wladimir Belli (ITA)       | NP-15             |
| 63                | Francesco Casagrande (ITA) | NP-2              |
| 64                | Dario Frigo (ITA)          | NP-20             |
| 65                | Dimitri Konyshev (RUS)     | 75e               |
| 66                | Andrea Peron (ITA)         | 43e               |
| 67                | Roberto Petito (ITA)       | 100e              |
| 68                | Matteo Tosatto (ITA)       | 50e               |
| 69                | Tadej Valjavec (SLO)       | 30e               |

| iBanesto.com BAN | iBanesto.com BAN        | iBanesto.com BAN |
| ---------------- | ----------------------- | ---------------- |
| Num              | Coureur                 | Pos              |
| 71               | José Luis Arrieta (ESP) | 29e              |
| 72               | Marzio Bruseghin (ITA)  | 16e              |
| 73               | Pablo Lastras (ESP)     | 49e              |
| 74               | David Navas (ESP)       | 88e              |
| 75               | David Latasa (ESP)      | 35e              |
| 76               | Jon Odriozola (ESP)     | 59e              |
| 77               | Unai Osa (ESP)          | 3e               |
| 78               | Leonardo Piepoli (ITA)  | NP-6             |
| 79               | César Solaun (ESP)      | 28e              |

| Kelme-Costa Blanca KEL | Kelme-Costa Blanca KEL           | Kelme-Costa Blanca KEL |
| ---------------------- | -------------------------------- | ---------------------- |
| Num                    | Coureur                          | Pos                    |
| 81                     | Laurent Desbiens (FRA)           | 102e                   |
| 82                     | Juan Miguel Cuenca (ESP)         | AB-4                   |
| 83                     | Alexis Rodríguez Hernández (ESP) | 69e                    |
| 84                     | Francisco León Mane (ESP)        | 31e                    |
| 85                     | Gustavo Otero (ESP)              | NP-6                   |
| 86                     | Joaquín López (ESP)              | 57e                    |
| 87                     | Jesús Manzano (ESP)              | AB-6                   |
| 88                     | Carlos García Quesada (ESP)      | AB-6                   |
| 89                     | Juan José de los Ángeles (ESP)   | AB-3                   |

| Lampre-Daikin LAM | Lampre-Daikin LAM         | Lampre-Daikin LAM |
| ----------------- | ------------------------- | ----------------- |
| Num               | Coureur                   | Pos               |
| 91                | Gilberto Simoni (ITA)     | 1er               |
| 92                | Oscar Camenzind (SUI)     | 27e               |
| 93                | Massimo Codol (ITA)       | 37e               |
| 94                | Sergio Barbero (ITA)      | NP-12             |
| 95                | Mariano Piccoli (ITA)     | 87e               |
| 96                | Simone Bertoletti (ITA)   | 82e               |
| 97                | Juan Manuel Gárate (ESP)  | 20e               |
| 98                | Maximilian Sciandri (GBR) | 58e               |
| 99                | Gabriele Missaglia (ITA)  | 60e               |

| Liquigas-Pata ___ | Liquigas-Pata ___     | Liquigas-Pata ___ |
| ----------------- | --------------------- | ----------------- |
| Num               | Coureur               | Pos               |
| 101               | Davide Rebellin (ITA) | NP-14             |
| 102               | Serhiy Honchar (UKR)  | 4e                |
| 103               | Marco Zanotti (ITA)   | 117e              |
| 104               | Denis Zanette (ITA)   | 101e              |
| 105               | Gorazd Štangelj (SLO) | 72e               |
| 106               | Stefano Cattai (ITA)  | 67e               |
| 107               | Ellis Rastelli (ITA)  | 85e               |
| 108               | Gianni Faresin (ITA)  | 19e               |
| 109               | Mirko Marini (ITA)    | 113e              |

| Lotto-Adecco ___ | Lotto-Adecco ___        | Lotto-Adecco ___ |
| ---------------- | ----------------------- | ---------------- |
| Num              | Coureur                 | Pos              |
| 111              | Mario Aerts (BEL)       | 63e              |
| 112              | Christophe Brandt (BEL) | 42e              |
| 113              | Jeroen Blijlevens (NED) | 99e              |
| 114              | Hans De Clercq (BEL)    | 126e             |
| 115              | Glenn D'Hollander (BEL) | AB-8             |
| 116              | Niko Eeckhout (BEL)     | AB-8             |
| 117              | Kurt Van Lancker (BEL)  | 78e              |
| 118              | Rik Verbrugghe (BEL)    | NP-19            |
| 119              | Ief Verbrugghe (BEL)    | 122e             |

| Mercatone Uno-Stream TV ___ | Mercatone Uno-Stream TV ___ | Mercatone Uno-Stream TV ___ |
| --------------------------- | --------------------------- | --------------------------- |
| Num                         | Coureur                     | Pos                         |
| 121                         | Marco Pantani (ITA)         | NP-19                       |
| 122                         | Daniel Clavero (ESP)        | 26e                         |
| 123                         | Ermanno Brignoli (ITA)      | 97e                         |
| 124                         | Marco Velo (ITA)            | 11e                         |
| 125                         | Marcello Siboni (ITA)       | 84e                         |
| 126                         | Gianpaolo Mondini (ITA)     | 74e                         |
| 127                         | Daniele De Paoli (ITA)      | 21e                         |
| 128                         | Riccardo Forconi (ITA)      | NP-17                       |
| 129                         | Simone Borgheresi (ITA)     | 95e                         |

| Mobilvetta-Formaggi Trentini ___ | Mobilvetta-Formaggi Trentini ___ | Mobilvetta-Formaggi Trentini ___ |
| -------------------------------- | -------------------------------- | -------------------------------- |
| Num                              | Coureur                          | Pos                              |
| 131                              | Alberto Ongarato (ITA)           | 115e                             |
| 132                              | Massimo Strazzer (ITA)           | 94e                              |
| 133                              | Moreno Di Biase (ITA)            | 118e                             |
| 134                              | Uroš Murn (SLO)                  | 81e                              |
| 135                              | Michele Gobbi (ITA)              | 128e                             |
| 136                              | Devis Miorin (ITA)               | 123e                             |
| 137                              | Timothy David Jones (ZIM)        | 73e                              |
| 138                              | José Jaime González (COL)        | AB-8                             |
| 139                              | Domenico Gualdi (ITA)            | 132e                             |

| ONCE-Eroski ONC | ONCE-Eroski ONC                   | ONCE-Eroski ONC |
| --------------- | --------------------------------- | --------------- |
| Num             | Coureur                           | Pos             |
| 141             | Abraham Olano (ESP)               | 2e              |
| 142             | René Andrle (CZE)                 | 62e             |
| 143             | José Azevedo (POR)                | 5e              |
| 144             | Francisco Tomás García (ESP)      | AB-13           |
| 145             | Álvaro González de Galdeano (ESP) | 70e             |
| 146             | Jan Hruška (CZE)                  | 47e             |
| 147             | Isidro Nozal (ESP)                | 68e             |
| 148             | Miguel Ángel Peña (ESP)           | AB-8            |
| 149             | Joaquim Rodríguez (ESP)           | 80e             |

| Saeco SAE | Saeco SAE                 | Saeco SAE |
| --------- | ------------------------- | --------- |
| Num       | Coureur                   | Pos       |
| 151       | Mario Cipollini (ITA)     | 107e      |
| 152       | Biagio Conte (ITA)        | 127e      |
| 153       | Laurent Dufaux (SUI)      | 40e       |
| 154       | Massimiliano Mori (ITA)   | 119e      |
| 155       | Pavel Padrnos (CZE)       | 38e       |
| 156       | Fabio Sacchi (ITA)        | AB-20     |
| 157       | Paolo Savoldelli (ITA)    | 14e       |
| 158       | Mario Scirea (ITA)        | 121e      |
| 159       | Francesco Secchiari (ITA) | 48e       |

| Selle Italia-Pacific SEL | Selle Italia-Pacific SEL       | Selle Italia-Pacific SEL |
| ------------------------ | ------------------------------ | ------------------------ |
| Num                      | Coureur                        | Pos                      |
| 161                      | Hernán Buenahora (COL)         | 13e                      |
| 162                      | José Castelblanco (COL)        | 15e                      |
| 163                      | Carlos Alberto Contreras (COL) | 8e                       |
| 164                      | Freddy González (COL)          | 46e                      |
| 165                      | Ruber Marín (COL)              | 110e                     |
| 166                      | Fortunato Baliani (ITA)        | 32e                      |
| 167                      | Leonardo Scarselli (ITA)       | 120e                     |
| 168                      | Gianluca Tonetti (ITA)         | AB-8                     |
| 169                      | Jhon Freddy García (COL)       | AB-8                     |

| Tacconi Sport-Vini Caldirola ___ | Tacconi Sport-Vini Caldirola ___ | Tacconi Sport-Vini Caldirola ___ |
| -------------------------------- | -------------------------------- | -------------------------------- |
| Num                              | Coureur                          | Pos                              |
| 171                              | Giuseppe Di Grande (ITA)         | NP-20                            |
| 172                              | Peter Luttenberger (AUT)         | 12e                              |
| 173                              | Paolo Bossoni (ITA)              | 104e                             |
| 174                              | Ruggero Borghi (ITA)             | 34e                              |
| 175                              | Diego Ferrari (ITA)              | 106e                             |
| 176                              | Mauro Gerosa (ITA)               | 77e                              |
| 177                              | Nicola Miceli (ITA)              | AB-4                             |
| 178                              | Zoran Klemenčič (SLO)            | AB-13                            |
| 179                              | Andrej Hauptman (SLO)            | 56e                              |

| Colpack-Astro CPK | Colpack-Astro CPK           | Colpack-Astro CPK |
| ----------------- | --------------------------- | ----------------- |
| Num               | Coureur                     | Pos               |
| 181               | Fabio Bulgarelli (ITA)      | 71e               |
| 182               | Matteo Carrara (ITA)        | 111e              |
| 183               | Michele Colleoni (ITA)      | 76e               |
| 184               | Alessandro Cortinovis (ITA) | 90e               |
| 185               | Gianni Gobbini (ITA)        | NP-7              |
| 186               | Denis Lunghi (ITA)          | 61e               |
| 187               | Rafael Mateos (ESP)         | AB-7              |
| 188               | Renzo Mazzoleni (ITA)       | 83e               |
| 189               | Hidenori Nodera (JPN)       | AB-13             |

| Deutsche Telekom TEL | Deutsche Telekom TEL      | Deutsche Telekom TEL |
| -------------------- | ------------------------- | -------------------- |
| Num                  | Coureur                   | Pos                  |
| 191                  | Jan Ullrich (GER)         | 52e                  |
| 192                  | Alberto Elli (ITA)        | 54e                  |
| 193                  | Giuseppe Guerini (ITA)    | 44e                  |
| 194                  | Kai Hundertmarck (GER)    | 98e                  |
| 195                  | Danilo Hondo (GER)        | 91e                  |
| 196                  | Matthias Kessler (GER)    | 23e                  |
| 197                  | Kevin Livingston (USA)    | 114e                 |
| 198                  | Giovanni Lombardi (ITA)   | 89e                  |
| 199                  | Roberto Sgambelluri (ITA) | 33e                  |